# Erdinger Anzeiger
Der Erdinger Anzeiger ist eine regionale Tageszeitung in Erding und gehört heute zur Zeitungsgruppe des Münchner Merkurs. Die verkaufte Auflage beträgt 13.236 Exemplare, ein Minus von 19 Prozent seit 1998.

## Geschichte
Der Erdinger Anzeiger wurde 1895 von Joseph Schwankl (1831–1916) gegründet.
Sein Neffe Albert Schwankl (1855–1916, Sohn seiner Schwester Marianna Schwankl) kaufte 1886 das Wolfratshauser Wochenblatt von dem Münchener Verleger M. Warth ab und gründete im selben Jahr den Isar-Loisach Boten, damals noch Wolfratshauser Wochenblatt – zugleich Loisach- und Isar-Bote.

## Auflage
Der Erdinger Anzeiger hat in den vergangenen Jahren leicht an Auflage eingebüßt. Die verkaufte Auflage ist in den vergangenen 10 Jahren um durchschnittlich 1,7 % pro Jahr gesunken. Im vergangenen Jahr hat sie um 2,1 % abgenommen. Sie beträgt gegenwärtig 13.236 Exemplare. Der Anteil der Abonnements an der verkauften Auflage liegt bei 89,1 Prozent.
| 1998  | 1999  | 2000  | 2001  | 2002  | 2003  | 2004  | 2005  | 2006  | 2007  | 2008  | 2009  | 2010  | 2011  | 2012  | 2013  | 2014  | 2015  | 2016  | 2017  | 2018  | 2019  | 2020  | 2021  | 2022  | 2023  | 2024  |
| ----- | ----- | ----- | ----- | ----- | ----- | ----- | ----- | ----- | ----- | ----- | ----- | ----- | ----- | ----- | ----- | ----- | ----- | ----- | ----- | ----- | ----- | ----- | ----- | ----- | ----- | ----- |
| 16346 | 16572 | 16718 | 16883 | 16680 | 16585 | 16634 | 16703 | 16607 | 16423 | 16451 | 16432 | 16252 | 16069 | 16055 | 15856 | 15651 | 15558 | 15349 | 15129 | 14911 | 14729 | 14620 | 14364 | 14024 | 13515 | 13236 |